# Mix Markt
Микс Маркт (нем. Mix Markt) — немецкая сеть супермаркетов, работающая по системе франчайзинга. Целевая группа сети — эмигранты из стран экс-СССР и Восточной Европы. Сеть основали в 1997 году Артур Штайнхауер (род. 1959), Петер Шую (род. 1959) и Вальдемар Фёлькер (1949—2009).
В 1997 году был открыт первый филиал Микс Маркта в Эрлингхаузене. В 2025 году сеть Mix Markt включала в себя 453 магазина в 18 странах Европы и 11 магазинов в Израиле, в частности:
| Страна          | Mix Markt | Mini Mix Markt | Всего |
| --------------- | --------- | -------------- | ----- |
| Германия        | 171       | 19             | 190   |
| Бельгия         | 5         | 8              | 13    |
| Греция          | 21        | 3              | 24    |
| Великобритания  | —         | 7              | 7     |
| Италия          | 50        | 18             | 68    |
| Нидерланды      | —         | 2              | 2     |
| Португалия      | 1         | 20             | 21    |
| Испания         | 4         | 15             | 19    |
| Кипр            | —         | 10             | 10    |
| Франция         | 2         | 1              | 3     |
| Черногория      | 12        | —              | 12    |
| Австрия         | 9         | —              | 9     |
| Чехия           | 12        | —              | 12    |
| Словакия        | 5         | —              | 5     |
| Словения        | 1         | —              | 1     |
| Болгария        | 5         | —              | 5     |
| Сербия          | 11        | —              | 11    |
| Польша          | 33        | 6              | 39    |
| Израиль         | 11        | —              | 11    |
| Всего магазинов | 353       | 109            | 462   |

Магазин создали русские немцы, эмигрировавшие в Германию в конце 1980-х, начале 1990-х годов. В mix-markt есть много традиционной кухни, в том числе российские продукты, которые составляют 60 % всего магазина.
Есть и много других продуктов из разных стран, как например Украина, Казахстан, Монголия, Грузия и так далее. На 2024 год в Израиле было открыто 11 магазинов сети Mix Markt, предлагающих широкий ассортимент продуктов Восточной Европы, включая российские, украинские и польские товары.

## Ассортимент

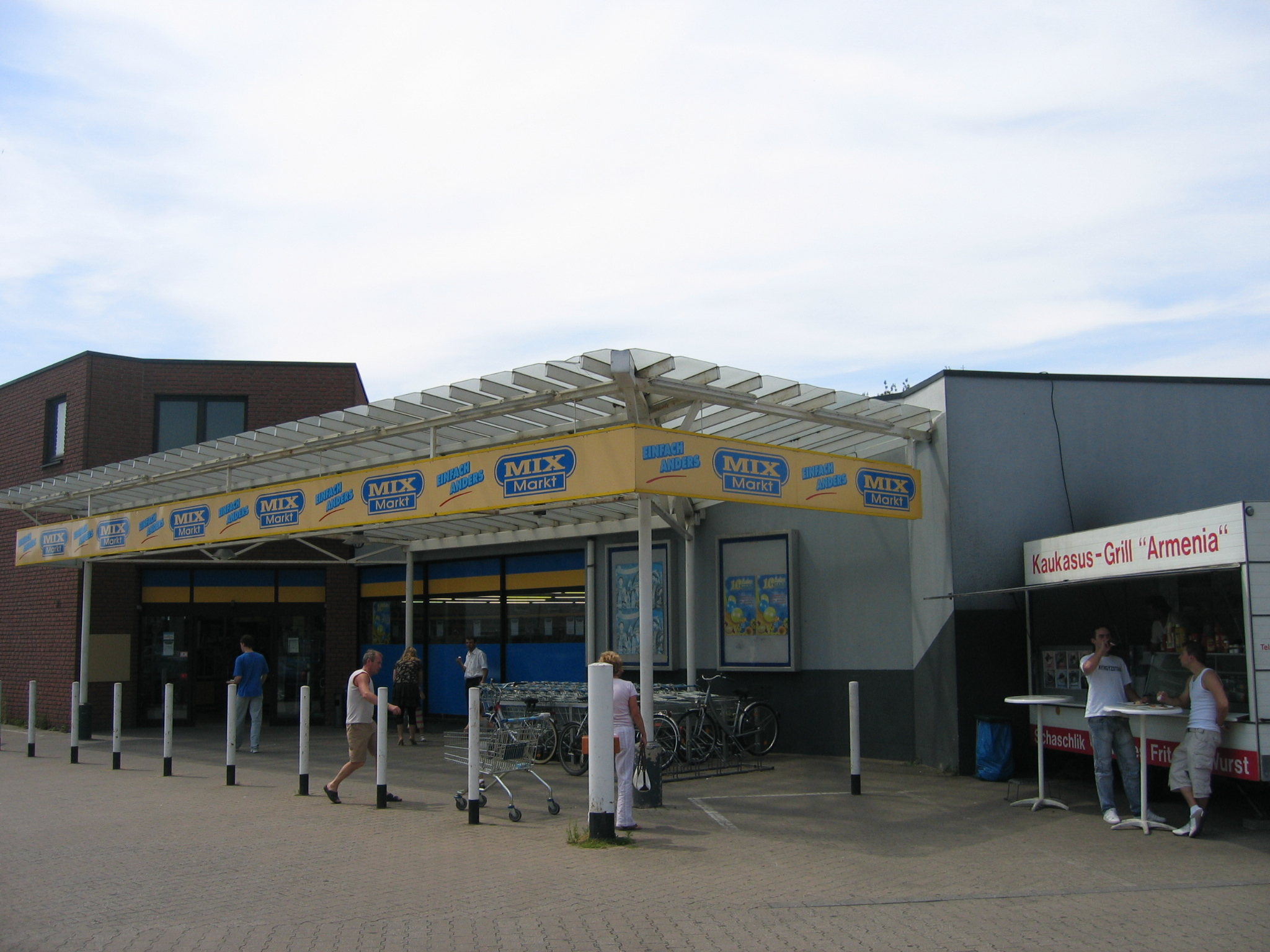
Mix Markt в Дюрене

В магазинах продаются импортные товары из Польши, Украины, Литвы, Казахстана, Румынии, Венгрии, Сербии, Италии, Турции, Таиланда и Китая. Но бо́льшая часть ассортимента произведена в Германии под соответствующими брендами или имитирующие таковые.
- Мясные продукты: Докторская колбаса, польская колбаса, готовое мясо к шашлыку, сало и свежее мясо из мясного отдела
- Рыбные продукты: Печень трески, икра, белорусская селёдка, таранка
- Молочные продукты: Кефир, кумыс, ряженка
- Мучные изделия: Баранки, пельмени, пирожки, вареники, итальянские макароны, бешбармак
- Соленья
- Томаты, арбузы и другие овощи и фрукты
- Напитки: Берёзовый сок, советское шампанское, квас
- Пиво: российское (Старый Мельник), польское (Татра, Живец, Варка, Лех) и украинское (Оболонь, Черниговское)
- Спиртное: российская водка (Столичная), украинская водка (Nemiroff), армянский коньяк, с мая месяца 2022 года активно продвигают казахстанскую водку
- Хозяйственные товары: Мантоварка, мангал
- Ювелирные украшения из русского золота и серебра: Обручальные кольца, нательные крестики, цепочки, серьги, кольца, детские украшения.(Не во всех филиалах торговой сети.)